# 3733 Yoshitomo
3733 Yoshitomo este un asteroid din centura principală, descoperit pe 15 ianuarie 1985 de Kenzō Suzuki și Takeshi Urata.